# Kardrag
Kardrag [ka:r-] är en by i den före detta kommunen Borgå landskommun, i den nuvarande staden Borgå i landskapet Östra Nyland, Södra Finlands län.